# Habib ibn Màslama al-Fihrí
Habib ibn Màslama al-Fihrí al-Quraixí (àrab: حبيب بن مسلمة الفهري القرشي, Ḥabīb b. Maslama al-Fihrī al-Quraxī) (la Meca, c. 617 - Armènia, 662) fou un general del califa Muàwiya I, membre del clan quraixita dels Fihr. Fou el quart cap militar àrab a Armènia on, vers el 645, va dirigir una incursió fallida al país en direcció a Tiflis. Hi va retornar el 653 com una mena de protector del senyor local Teodor Reixtuní, ara aliat dels àrabs, i hi va romandre durant uns quatre anys.
Va participar en la conquesta de Síria als romans d'Orient i va lluitar a diverses batalles i combats. Fou nomenat governador de la Síria del Nord on va lluitar contra els mardaïtes i els romans d'Orient. El 645 i anys posteriors va conquistar Armènia; les cròniques diuen que fou enviat a Armènia i fou victoriós (estiu del 645). Va conquerir Šimšat (Samòsata) i va derrotar el governador general romà d'Orient. Va fer capitular a Kalikala (Teodosiòpolis, armeni Kirin, àrab Kali o Kalikala o Karnoy Kalat, moderna Erzurum), Klehath (Akhlat) i el país al nord-nord-oest de la riba del llac Van, de Moq (Moxuene), de Dvin, del Shirak i del Bagrevand, de Baspracània, la Siunia i fins a Tiflis a Geòrgia. Va creuar el Caucas i va combatre els alans (ossets) i als Tsanars (a la Tsanarètia, al nord de Kakhètia). Mentre el seu lloctinent de Salman ibn Rabia que s'havia dirigit cap a la Siunia, sotmetia Baylakan, Bardaa, Aghuània i arribava a Derbent i al país khàzar més enllà; allí va morir en combat contra els khàzars.
Segons les cròniques armènies el 653 Teodor Reixtuní fou destituït per l'emperador romà d'Orient que va traspassar les seves funcions a Simbaci II Bagratuní. En resposta Teodor va fer que els seus contingents, manats pel seu fill Vard Reixtuní, deixessin el combat en un moment oportú, el que van fer al mig d'una batalla a l'Eufrates. Després d'això només podia aliar-se als àrabs, el que va fer en nom propi i de tota l'Armènia sobre la qual de fet tenia el control. El futur califa Muàwiya I (aleshores governador de Síria) va acceptar i va donar a l'Armènia autonomia local i set anys d'exempció d'impostos, a canvi de pagar 500 dinars de plata a l'any i d'aixecar un exèrcit de quinze mil homes pel califa; cap força estrangera podria entrar a Armènia però els àrabs no hi enviarien tampoc guarnicions, però si exèrcits àrabs si era envaïda pels romans d'Orient. Una assemblea de nakharark va acceptar la proposta i Gregori I Mamiconi i Simbaci II Bagratuní es van constituir en ostatges del califa. Constantí II va reaccionar i va envair Armènia el 654. Es va establir a Teodosiòpolis i molts nakharark van anar allí i li van fer submissió, entre ells els Bagratuní de Sper, els Manali, els Daranali, el nakharar d'Ekelatz, nakharark de la regió de Karin (Teodosiòpolis, després Erzurum), del Taik, de Bassèn, Vanand i Shirak, els khorkhoruni, els Dimaksian, Musel Mamiconi de l'Airarat, els Aravekhian, els Aranean, els Varajnuní, els Gentuni i els Spanduni. Fins i tot el patriarca Narses va oferir lleialtat a l'emperador. Es van enviar oficials a detenir a Teodor a Dvin, però aquest els va empresonar i es va refugiar a l'illa d'Althamar al llac Van. El seu gendre Gregori Vahevuní es va fortificar a Arphat amb el tresor armeni. També li donaven suport Siunia, Aghuània i Kartli. L'emperador va entrar a Dvin i s'hi va establir. Musel Mamiconi, cap dels nakharark favorables a l'Imperi Romà d'Orient, fou nomenat cap de la cavalleria i lloctinent general. Llavors va imposar la doctrina del concili de Calcedònia. Finalment l'emperador va retornar a Constantinoble i va nomenar governador a Maurià. Només sortir l'emperador el patriarca Narses va fugir a Taik per por de Teodor. Aquest va sortir d'Althamar i es va reunir amb el seu gendre Hamazaspes Mamiconi, que era el cap de la família dels Mamiconis i va demanar ajut als àrabs que van enviar set mil homes. Teodor va anar a Damasc i es va fer client del califa Moawiya, que el va nomenar senyor d'Armènia, Aghuània i Siunia. Un exèrcit àrab va fer reconèixer la sobirania del califa a tots els nakharark (655). Teodor va entrar a Dvin amb els àrabs, que després van tornar a Síria.
El general Habib ibn Màslama es va establir al Aragadzotn com una espècie d'ambaixador i àrbitre, però els seus soldats no estaven acostumats al fred. Maurià va reorganitzar les seves forces i va contraatacar i va poder restablir la situació a favor de l'Imperi Romà d'Orient. Els àrabs van creuar l'Araxes en retirada i es van establir a Zarehavan (al Bagrevand). Maurià va recuperar Dvin i quan anava cap a Naxçıvan (656) fou sorprès pels àrabs i derrotat. Maurià va fugir cap a Geòrgia. Els àrabs van atacar Teodosiòpolis i van saquejar aquesta i altres ciutats. Teodor, acusat pels àrabs de la reconquesta romana d'Orient, va ser cridat a Damasc on va morir poc després d'arribar (vers 656). Els poder dels Reixtuní fou reduït (el Beznunik va ser donat als Mamiconis, i més tard va passar als Bagràtides) i van quedar com a vassalls dels Arzerunis. Els àrabs van nomenar governador a Hamazaspes Mamiconi.
A la mort del califa Uthman ibn Affan (656) Habib ibn Màslama va donar suport a Muàwiya contra Alí ibn Abi-Tàlib. Habib es va retirar amb les seves tropes el 657 per posar-se a disposició de Muàwiya I en la lluita contra Alí. Va participar llavors en la batalla de Siffin (657), on fou el comandant de l'ala esquerra. Fou el representant de Muàwiya a les negociacions que finalment van portar a la decisió de fer un arbitratge. Segons unes fonts va morir el 26 d'abril del 662 quan encara no tenia 50 anys, però altres el donen per viu encara el 671.